# Polska na Młodzieżowych Mistrzostwach Europy w Lekkoatletyce 2025
Polska na Młodzieżowych Mistrzostwach Europy w Lekkoatletyce 2025 – reprezentacja Polski podczas piętnastej edycji czempionatu Starego Kontynentu dla zawodników do lat 23, która odbyła się w Ostrawie, zdobyła 5 medali, w tym dwa złote.
Mężczyźni:
- bieg na 200 metrów
  - Igor Bogaczyński zajął 8. miejsce
- bieg na 400 metrów
  - Maksymilian Szwed zajął 2. miejsce
- bieg na 800 metrów
  - Kacper Lewalski odpadł w eliminacjach (8. miejsce)
  - Bartosz Kitliński odpadł w eliminacjach (16. miejsce)
- bieg na 1500 metrów
  - Filip Rak zajął 3. miejsce
- bieg na 5000 metrów
  - Kamil Herzyk zajął 4. miejsce
- bieg na 110 metrów przez płotki
  - Szymon Basaj odpadł w półfinałach (17. miejsce)
- bieg na 3000 metrów z przeszkodami
  - Maciej Megier zajął 1. miejsce
  - Adam Bajorski odpadł w eliminacjach (16. miejsce)
- sztafeta 4 × 100 metrów
  - Hubert Kozelan, Rafał Rembisz, Dawid Grząka i Michał Gorzkowicz odpadli w eliminacjach (12. miejsce)
- sztafeta 4 × 400 metrów
  - Dawid Tatara, Wiktor Wróbel, Paweł Miezianko i Kacper Lewalski odpadli w eliminacjach (11. miejsce)
- chód na 10 km
  - Dominik Barbużyński zajął 27. miejsce
- skok wzwyż
  - Mikołaj Szczęsny zajął 2. miejsce
- skok o tyczce
  - Nikodem Pochopień odpadł w eliminacjach (25. miejsce)
- trójskok
  - Jakub Bracki odpadł w eliminacjach (15. miejsce)
- rzut dyskiem
  - Damian Rodziak zajął 6. miejsce
  - Wojtek Lewkowicz zajął 12. miejsce
- rzut młotem
  - Szymon Groenwald odpadł w eliminacjach (16. miejsce)

Kobiety
- bieg na 100 metrów
  - Aleksandra Piotrowska zajęła 7. miejsce
- bieg na 200 metrów
  - Magdalena Niemczyk zajęła 7. miejsce
  - Inga Kanicka odpadła w eliminacjach (17. miejsce)
- bieg na 400 metrów
  - Klaudia Osiupiuk odpadła w półfinałach (10. miejsce)
  - Dominika Duraj odpadła w półfinałach (11. miejsce)
- bieg na 800 metrów
  - Julia Jaguścik zajęła 5. miejsce
  - Magdalena Breza odpadła w eliminacjach (12. miejsce)
- bieg na 5000 metrów
  - Katarzyna Nowakowska zajęła 6. miejsce
- bieg na 10000 metrów
  - Katarzyna Napiórkowska nie ukończyła
- bieg na 100 metrów przez płotki
  - Alicja Sielska zajęła 1. miejsce
  - Zuzanna Gozdera nie ukończyła (dyskwalifikacja)
  - Natalia Szczęsna zajęła 4. miejsce
- bieg na 400 metrów przez płotki
  - Paulina Kubis zajęła 5. miejsce
  - Wiktoria Oko odpadła w półfinałach (zajęła 8. miejsce)
  - Aleksandra Wołczak odpadła w eliminacjach (26. miejsce)
- bieg na 3000 metrów z przeszkodami
  - Martyna Krawczyńska zajęła 14. miejsce
- sztafeta 4 × 100 metrów
  - Aleksandra Piotrowska, Inga Kanicka, Magdalena Niemczyk i Emilia Wójtowicz dyskwalifikacja
- sztafeta 4 × 400 metrów
  - Klaudia Osipiuk, Martyna Guzowska, Paulina Kubis i Dominika Duraj zajęły 5. miejsce
- chód na 10 km
  - Magdalena Żelazna zajęła 15. miejsce
- skok wzwyż
  - Alicja Wysocka zajęła 9. miejsce
- skok o tyczce
  - Zofia Gaborska zajęła 6. miejsce
  - Natalia Biskupska odpadła w eliminacjach (25. miejsce)
  - Maja Chamot odpadła w eliminacjach (15. miejsce)
- skok w dal
  - Anna Matuszewicz zajęła 5. miejsce
  - Julia Adamczyk odpadła w eliminacjach (18. miejsce)
- trójskok
  - Amelia Kubala odpadła w eliminacjach (19. miejsce)
- pchnięcie kulą
  - Aleksandra Torończak odpadła w eliminacjach (28. miejsce)
  - Zuzanna Maślana zajęła 4. miejsce
- rzut dyskiem
  - Joanna Marszelewska odpadła w eliminacjach (18. miejsce)
  - Aleksandra Torończak odpadła w eliminacjach (27. miejsce)
- siedmiobój
  - Carmen Nowicka zajęła 18. miejsce